# Venus de Milo
La Venus de Milo és una cèlebre escultura grega del final de l'època hel·lenística (cap al 130-100 aC) que podria representar la deessa de l'amor Afrodita (Venus, pels romans) i que deu el seu nom al fet que es va trobar a l'illa de Melos (Milo), al mar Egeu. Actualment, està exposada al Museu del Louvre, a París.
Va ser trobada a l'illa grega de Melos per un pagès, que la va vendre als francesos el 1819 o el 1820. Està constituïda de diversos blocs de marbre blanc units de manera invisible. La seva mida és superior a la natural. L'estil és característic del final de l'època hel·lenística. El més interessant d'aquesta escultura és la seva estructura torçada en forma d'hèlix, tanmateix d'aparença molt natural. També en destaca la bellesa, tant la de la dona representada, corresponent a l'ideal de l'època, com la de l'escultura en si mateixa.
L'autor és desconegut, sembla que es podria tractar d'Alexandre d'Antioquia, però alguns experts no hi estan d'acord perquè l'estàtua no respon al seu estil. L'aspecte classicista de les formes de la Venus de Milo fa suposar que el seu autor es podia haver inspirat en l'Afrodita de Càpua, esculpida per Lísip al segle iv aC. D'altres acadèmics defensen que es tractaria de la deessa del mar Amfitrite, venerada a Melos.

## Context historicoartístic
L'escultura de marbre present forma part del període hel·lenístic, etapa final de l'escultura de l'antiga Grècia. Aquest període es dona entre el c.323 ane (amb la mort d'Alexandre el Magne) i el c.30 ane (amb la conquesta per part dels romans).
El període hel·lenístic serà la conseqüència d'un canvi de pensament i de valors de la societat de l'època. En el context, destacarà la guerra del Peloponès (441-404 ane) on els grecs seran derrotats per part dels espartans. D’aquesta manera, la ciutat d'Atenes va perdre el seu predomini per sobre d'altres i, a més, es va submergir en una etapa de crisi. A poc a poc anirà entrant dins una nova etapa més pròspera que es donarà al segle IV amb el regnat d'Alexandre el Magne. Aquest personatge emblemàtic va conquerir tot l'imperi persa i amplià els territoris grecs, creant els regnes hel·lenístics. Aquests, tenien una economia basada en la producció artística. En aquest moment es produïa art grec per a clients romans, havien sorgit els col·leccionismes i els personatges romans benestants encarregaven peces als escultors grecs.
El segle IV serà una etapa de canvis que duran a terme importants innovacions. Hi haurà una planificació prèvia de l'espai i s’intentarà captar el moviment. A escala iconogràfica, es representaran temàtiques anecdòtiques. Malgrat això, alhora, sorgiran estils i obres que tindran un cert grau de conservacionisme. Aquest serà el cas de l'Afrodita de Milo, ja que, malgrat ser una escultura hel·lenística, presenta característiques molt semblants a les de l'època clàssica.
La regió que experimentarà canvis més aviat serà el Peloponès amb l'escola de Policlet.

## Iconografia
En el segle IV, amb els canvis de mentalitat hi haurà un canvi en les temàtiques representades i la manera de fer-ho. Sobretot, es podrà observar en els retrats i busts.
Els rostres començaran a representar-se de manera més humanitzada i es deixarà de banda la divinització i idealització. A més, hi haurà una recerca del fet immediat, de les passions que es veurà molt interpretat, sobretot, en l'escultura. Les figures de cada vegada tindran un caràcter menys moralitzant i es van abandonant les representacions heroiques i, en contraposició, hi trobem un augment en les representacions destinades al culte de Dionís i Afrodita.
A l'antiga Grècia, el nu total era reservat pels cossos masculins i, quan el trobem a femenins, es relaciona amb divinitats.
Com hem dit, l'obra és una representació de la deessa Afrodita, Venus segons els romans (d'aquí procedeix el seu títol, ja que l'obra que ens ha arribat als nostres dies és la còpia romana mentre que l'original s’ha perdut). Afrodita és filla del déu Urà i sorgí de l'espuma del mar que es va produir després que els genitals del seu pare fossin llançats a l'oceà. Les serventes la van acollir a Xipre i se la va associar des de l'inici amb la sexualitat, el matrimoni i l'atracció física. Entre els seus atributs trobem: animals com els cignes, dofins i els coloms; pot portar una corona de flors al cap i se sol representar nua o parcialment nua. A vegades, va acompanyada del seu fill.
Les representacions d'Afrodita poden tenir dos vessants: hi ha un vessant més protectora i és símbol de les virtuts domèstiques; i, en contraposició, hi ha un vessant que és l'Afrodita Pandemos, deessa de les passions, sensualitat i desig. L'estàtua de l'Afrodita de Milo formarà part d'aquesta segona concepció.
L'Afrodita representada estava situada a un gimnàs, lloc molt important per la seva relació amb els jocs olímpics i l'esport, de la ciutat de Melos. Encara que, actualment, no es conserven les extremitats superiors, es pensa que Afrodita es trobava subjectant una poma, resultat de la seva victòria en el Judici de París. D’aquest darrer fet també procedeix el nom de l'estàtua, ja que Melos fa referència a poma.

## Descripció formal
L'estàtua monumental presenta una figura femenina que es troba dempeus amb el genoll una mica flexionat, fet que reforça les corbes del cos. La figura distribueix tot el pes en un únic punt, en posa contrària. D’aquesta manera, les espatlles i el maluc s’inclinen.
Començant pel cap, els cabells estan perfectament treballats, dividits en dos i presenten unes petites ondulacions que atorguen realisme, recollits amb un rodet. Els cabells tapen gran part de les orelles que són preferents d'un rostre arrodonit, llis i sense imperfeccions.
El front està lleugerament tapat pels rínxols, els ulls són petits i es troben, parcialment, enfonsats. El nas és recte i està situat sobre uns llavis molt voluminosos.
L'Afrodita, en contraposició a moltes obres hel·lenístiques, ens recorda més a una escultura clàssica, ja que no presenta dramatisme, el seu rostre neutre. El coll és allargat i ample que es recolza sobre les espatlles, disposades amb inclinació cap a la dreta.
La pell molt llisa i fina segueix amb els pits que es disposen separats i amb un ventre on la musculatura abdominal està molt marcada. La cintura està recoberta per una tela que arriba als peus la qual s’utilitzava en sortir del bany, així tapant la part púbica. El drap sembla tenir moviment gràcies als plecs que sobresurten.
L'obra està plantejada amb una visió més frontal, però, així i tot, també es pot observar de diversos punts de vista, ja que si és observada des de la part posterior, veiem que li sobresurten les natges per damunt el teixit.

## Tècnica
L'Afrodita de Milo va ser descoberta l'any 1820 a l'illa de Melos, illes Cíclades. Amb el seu descobriment va passar a mans del monarca Lluís XVIII qui, posteriorment, va donar-la al museu Louvre, lloc on es troba exposada actualment.
Aquesta, està formada per dos blocs de marbre (marbre de Paros), procedent de les illes Cíclades que tenien gran producció del material, els quals varen ser treballats per separat i que després varen ser ajuntats amb clavilles verticals (tècnica bastant comuna en el món grec). Alguns autors, pensen que l'estàtua va ser feta amb una única peça de marbre, però que amb el temps es va rompre. Per tant, la divisió en dos blocs seria obra d'una restauració posterior.
Originalment, Afrodita presentava joieria (arracades, polsera i l'atribut de la diadema), però en l'actualitat no es conserven les restes (se'n coneix l'existència perquè la figura presenta incisions a les orelles, al canell i al cap). De la mateixa manera, tampoc es conserven les extremitats superiors, fet que li atorga major rellevància i la fa tan famosa. A més, l'estàtua estava policromada.

## Restauracions[13]
Des del seu descobriment el 1820 es va crear una “necessitat” de restaurar-la en faltar-li les extremitats superiors i, d'aquesta manera, saber com era originalment. Aquesta idea presenta una gran problemàtica, ja que les restauracions dutes a terme d'ençà del segle XVII canvien totalment l'obra original. Amb les restauracions es té en compte una interpretació moderna de l'obra i, aquesta, perd la seva fiabilitat. En relació amb aquest darrer punt, es pot veure sobretot en el cas dels braços. Molts de restauradors volien incorporar els braços, però la falta de fons fidels suposava que no se sabia amb exactitud la posició en la qual es trobaven i si estaven, o no, subjectant algun objecte. Per això, al final, varen decidir no afegir-hi les extremitats.
Al llarg de la història, ha sofert diverses restauracions: la primera va ser elaborada amb la finalitat d'exposar l'obra de cos sencer; la segona, en canvi, es va produir per motius de seguretat. Amb aquesta segona, la peça es va netejar i estudiar. Va ser extreta del Louvre durant la Segona Guerra Mundial i portada a Tòquio, la qual durant el viatge va sofrir desperfectes que es varen restaurar. Aquest va ser el darrer pic en què l'obra abandonà el museu del Louvre.
A continuació, va sofrir una quarta restauració la qual es va produir entre el 2009 i 2010 com a conseqüència que l'escultura havia de ser traslladada al pis superior. Amb el canvi d'espai, es varen adonar que amb una de les restauracions, s’havien ubicat dues mortases perpendiculars a les ja existents per evitar el trencament de l'estàtua. A més, es va evidenciar el mal estat en què es trobava la part superior de la figura a causa del mal manteniment. A aquesta restauració es va descobrir a una de les juntes un paper on havia escrit una restauració de 1936 que no estava documentada al museu. I a partir d'aquí, es va sospesar si s'havien de mantenir totes les restauracions ja fetes com és el cas del nas o deixar l'escultura tal com l'havien trobada l'any 1820. Finalment, es va optar per mantenir el màxim fidedigne a les primeres restauracions, de com s’exposava l'estàtua l'any 1870.
L'estàtua presentava un gravat que l'historiador d'Urville va transcriure: “Bakchios, fill de Satios, oficial que supervisa els atletes, dedica aquesta exedra a Hermes i Hèracles”. Gràcies al gravat es pot conèixer qui va ser el promotor de l'obra i a qui estava dedicada.

## Curiositats
Autors com Labastida, han fet una comparació de l'Afrodita de Milo amb altres representacions femenines posteriors, indicant que en ser una obra hel·lenística l'escultor futur es regirà amb la imitació, però la teoria es desacredita. Per fer-ho, s’utilitzen autors com Sòcrates i es fa referència als ideals i cànons de bellesa de cada època. Per tant, s’arriba a la conclusió de què no és una imitació, sinó que aporta diferents elements i la idealitza convertint-la, d'aquesta manera, amb una deessa perfecta. A més, la converteix amb un objecte sexual desitjat per homes i déus.

## Conclusió
Afrodita de Milo és una de les obres escultòriques més conegudes de l'Antiguitat clàssica. Va ser originària de Grècia, però ens ha arribat gràcies a les còpies romanes. L'obra forma part de l'època hel·lenística i, encara que formalment ens recordi a una estàtua clàssica, presenta característiques innovadores de l'època com: la representació d'una temàtica anecdòtica com seria a l'Afrodita després del bany i una posició del cos en posa contrària.
Afrodita serà considerada model de bellesa i serà una obra molt influent en l'època del Neoclassicisme.

## Influència a altres obres
Molts artistes moderns s'han inspirat en l'estàtua des que va arribar al Louvre. Una de les peces més notables va ser creada pel pintor postimpressionista francès Paul Cézanne que va dibuixar un estudi a llapis el 1881. Una altra obra inspirada va ser de René Magritte, que va pintar una versió a escala reduïda de guix, amb rosa brillant i blau fosc, titulat Les Menottes de Cuivre o Les manilles de coure l'any 1931. Encara més recentment són les obres de l'artista pop neodadà Jim Dine, que ha utilitzat sovint la Venus de Milo en les seves escultures i pintures des dels anys setanta.
Possiblement, l'adaptació més coneguda sigui la de Salvador Dalí, amb la seva creació de 1936 Venus de Milo aux tiroirs (Venus de Milos amb calaixos). El surrealista espanyol va crear un guix de mitja mida, el va pintar i va cobrir els calaixos lleugerament oberts amb poms metàl·lics i pompons de pell. Aquesta recreació inspirada de la famosa escultura estava destinada a mostrar la "deessa de l'amor com un gabinet antropomòrfic fetitxista amb calaixos secrets plens d'una voràgine de misteris de desitjos sexuals que només un psicoanalista modern pot interpretar" (Oppen i Meijer, 2019). L'any 1970, Dalí va fer una altra obra inspirada en la "Venus de Milo", el quadre Le torero hallucinogène.
La imatge de l'escultura es veu constantment en la cultura moderna, sigui en revistes, anuncis o decoració de la llar.